# Ersta, Brännkyrka socken

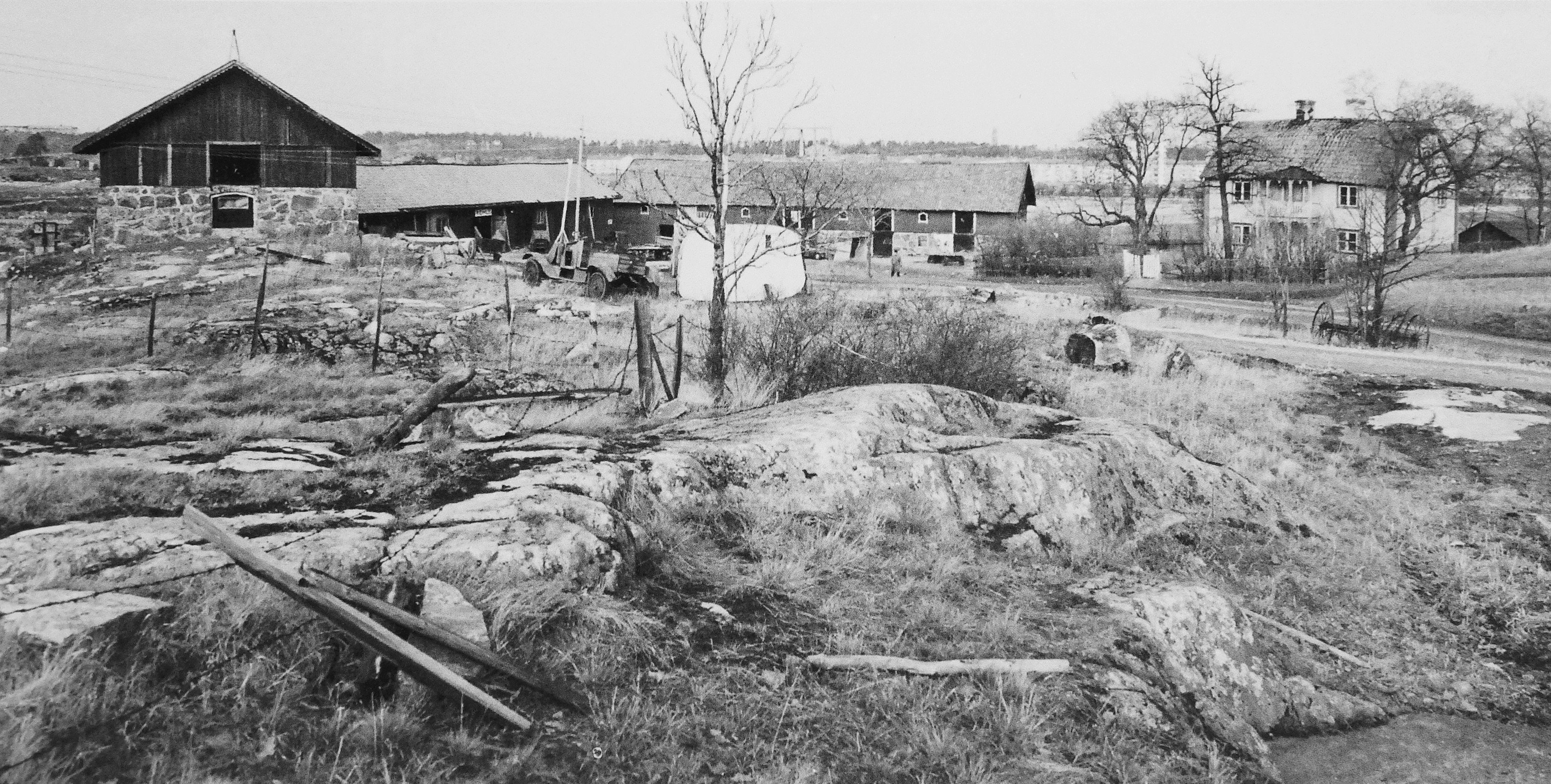
Ersta huvudbyggnad (t.h.) och ekonomibyggnader på 1960-talet.

Ersta var en gård (by) och egendom i Brännkyrka socken som låg i sydvästra Årstafältet, sydost om dagens Årsta partihallar, södra Stockholm.

## Tidig historia

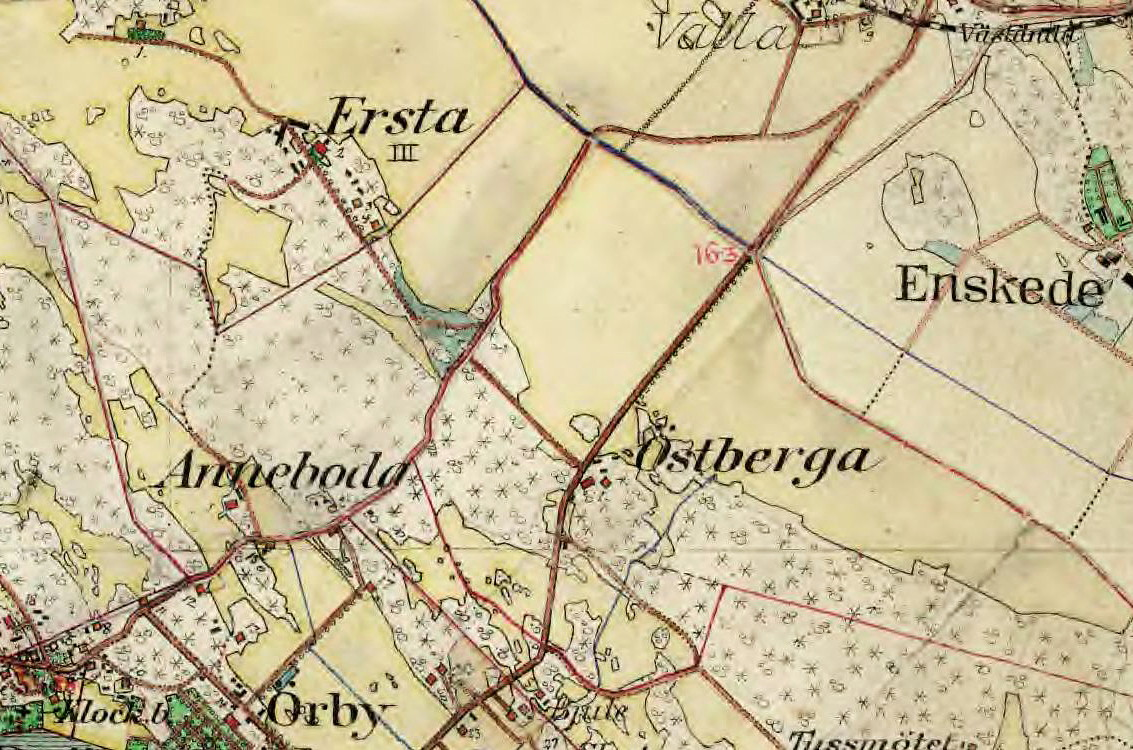
Ersta gård, Anneboda och Östberga gård på Häradsekonomiska kartan, 1900.

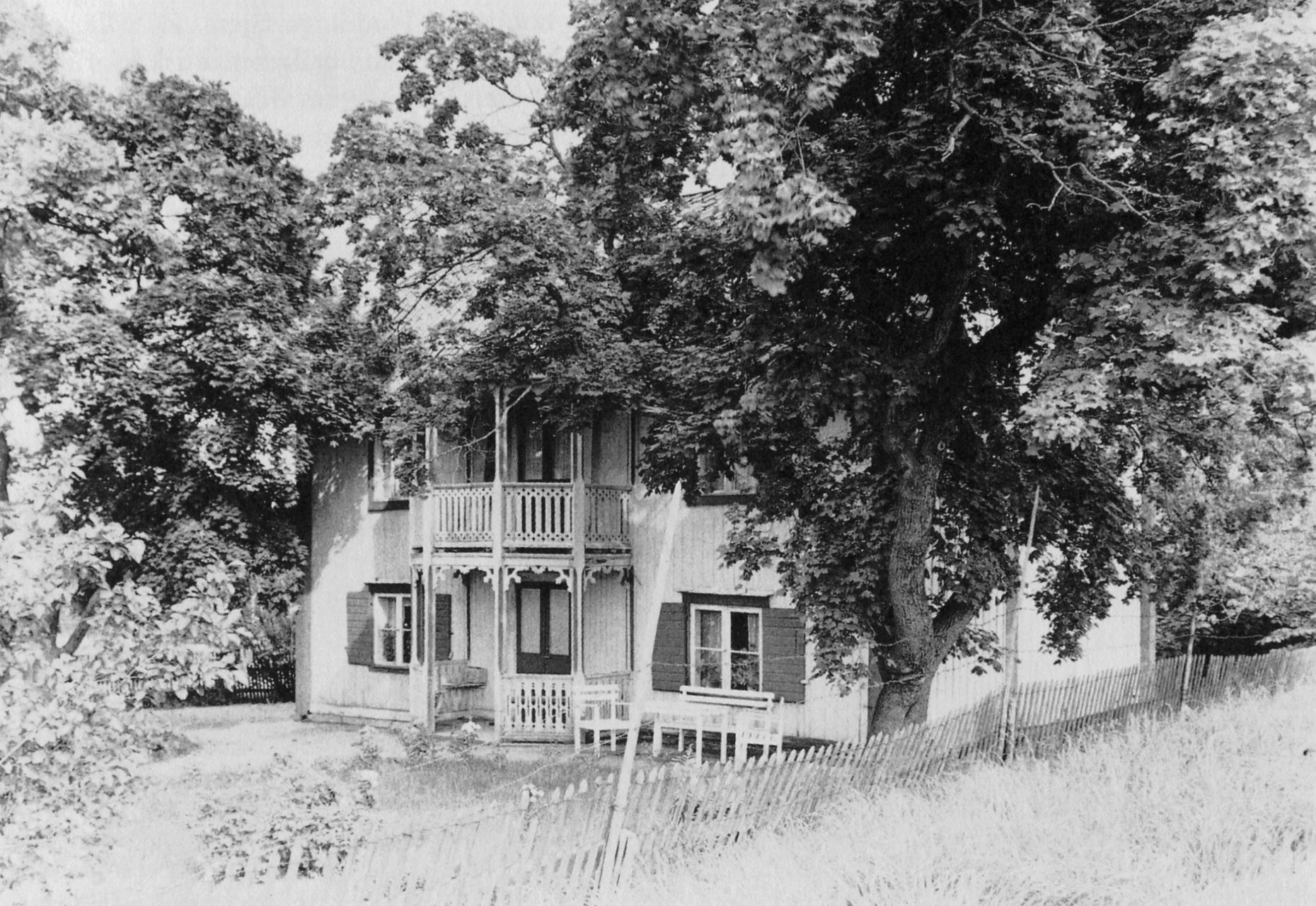
Ersta gård i början på 1960-talet.

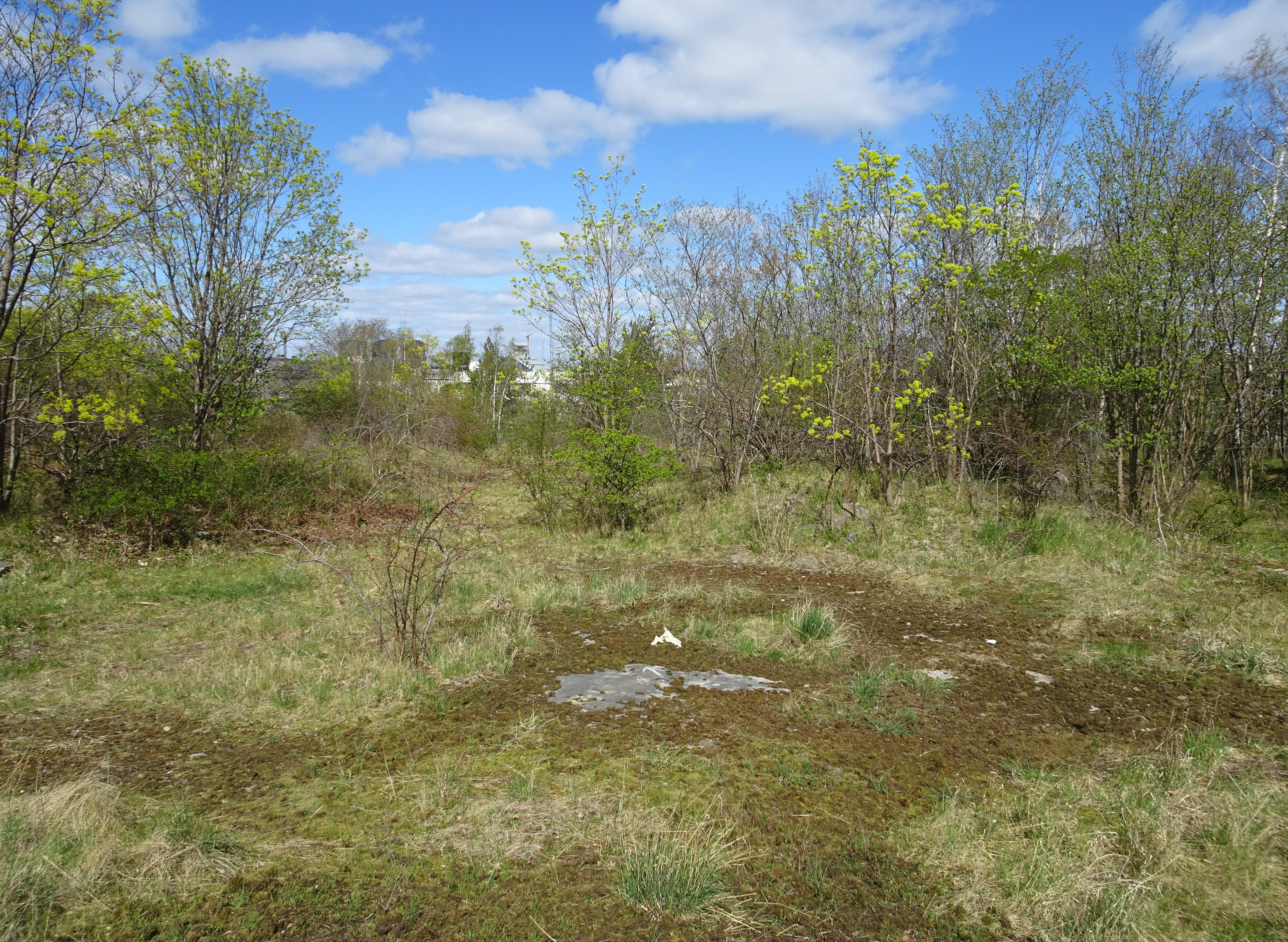
Platsen för gården i dag. Vy från Östbergabackarna norrut, april 2020.

350 meter öster om gården låg Erstagravfältet , en lämning från järnåldern och de första århundradena i vår tideräkning. Den grävdes ut 1958-1959. Även ett mindre gravfält från vikingatid har återfunnits mellan Erstagravfältet och gården.  Gravfälten indikerar att Ersta har anor från den tid när landhöjningen gjort bosättning vid Årstafältet attraktivt, och är då en av de allra äldsta gårdarna i Brännkyrka socken.

## 1500-tal till 1700-tal
Ersta var ursprungligen ett stadgehemman som enligt Sigurd Rahmqvist ägde en del av odlingsmarken på Årstafältet. 1535 anges att hemmanet omfattade 12 öresland, som anger det var en betydande gård. Namnet skrevs Eriksstad, Erista, Jerstad, Jersta, Orestad, och enligt tolkningen av platsen för slaget vid Brännkyrka även Aerstede. 1527 köpte stockholmsborgmästaren Anders Simonsson gården som han 1529 fick skattefrihet för "på behaglig tid". 
Gården gick sedan i arv till hustru och dotterson. Det försåldes 1563 till borgmästare Mats Persson Skulte som också fick skattefrihet "på behaglig tid". Ersta anges vid denna tid omfatta 20 öresland. 1607 såldes Ersta till Johan Skytte på Älvsjö gård och blev frälsehemman och gård under Älvsjö. Arrendet av gården innehas under 1600-talet av två borgare från Stockholm, en häradsdomare, kamrern på Älvsjö och en bankbokhållare. På 1700-talet övertogs arrendet av landsbönder. När ägaren till Älvsjö gård, Jöran Gyllenstierna, sålde Älvsjö 1757 för att överta sätesgården Örby gård så överfördes Ersta till detta säteri.

## 1800-tal till 1970-talet
Örbyägaren förändrade 1821 arrendevillkoren och Ersta blev inte längre en landbogård utan ett torp, Erstatorp. 1872 avsöndrades Erstatorp som en del av den uppstyckning av fastigheten Örby som ägaren von Plomgren påbörjat 1863. 1907 såldes egendomen till Fastighets AB Villahem, men den planerade uppstyckningen i villatomter blev aldrig av, och 1912 övertog Stockholms stad gården. Byggnaderna stod kvar till 1970-talet då de revs för att bereda plats för de nya vägarna för Östberga. Området är numera uppschaktat och förändrat, och blott tegel- och stenrester återstår av den gamla gården. Det växer även förvildade kulturväxter på platsen. Idag minner den närliggande Ersta gårdsväg fortfarande om platsen. 
Under Ersta lydde torpet Tussmötet som gav Tussmötevägen i stadsdelen Stureby sitt namn samt torpet Anneboda som gav namn åt Annebodavägen i stadsdelen Liseberg.

## Närbelägna gårdar
- Bägersta gård
- Enskede gård
- Valla gård
- Östberga gård

### Fotnoter
1. 1 2  Riksantikvarieämbetet, 197:1
2. ↑  Riksantikvarieämbetet, 32:1.
3. ↑  Riksantikvarieämbetet, 30:1.